# Politikverdrossenheit
Der Begriff Politikverdrossenheit, auch Politikverdruss oder Politikmüdigkeit, bezeichnet zwei verschiedene Arten negativer Einstellungen von Bürgern eines Staates:
1. Politiker- und Parteienverdrossenheit als Unzufriedenheit mit der aktuellen Partei-Politik einerseits und
2. Politik- oder Staatsverdrossenheit als generelle Unzufriedenheit mit dem politischen System und den demokratischen Institutionen andererseits.[1]

Politische Passivität und politisches Desinteresse können Folge negativer Erlebnisse im Zusammenhang mit politischen Verhältnissen und Vorgängen, aber auch Ausdruck allgemeiner Zufriedenheit sein. Insofern sind Desinteresse und fehlende Beteiligung im politischen Prozess nicht unbedingt Ausdruck einer Missstimmung, eines „Verdrusses“ an „der Politik“. Umgekehrt ist politisches Engagement auch dann, wenn man eine umfassende politische Teilhabe möglichst aller für ideal hält, nicht per se positiv zu bewerten, insbesondere dann nicht, wenn diesem Engagement rein destruktive, demokratiefeindliche Motive zugrunde liegen. Michael Eilfort meint sogar, dass „die Mobilisierung politisch uninteressierter, uninformierter und unreflektierter Nichtwähler […] einen Unsicherheitsfaktor ins Spiel [bringe] und […] Indiz für eine gefährliche Emotionalisierung“ sei, dass es also besser sei, wenn sich die entsprechend Charakterisierten vom politischen Prozess fernhielten.
Unter Berücksichtigung der Parameter Zufriedenheit vs. Unzufriedenheit, Nähe vs. Distanz zur Politik und Partizipationsbereitschaft unterscheiden die Psychologen Janas und Preiser vier Typen:
1. wenig Engagierte mit hoher politischer Unzufriedenheit („Resignierte“),
2. wenig Engagierte mit hoher politischer Zufriedenheit („apathisch Zufriedene“),
3. Engagierte mit hoher politischer Unzufriedenheit und eher unkonventioneller Partizipation („Revolutionäre“) und
4. loyale und systemkonforme Engagierte mit geringer politischer Unzufriedenheit („Funktionäre“).

Zur vierten Gruppen gehören auch Anhänger von Oppositionsparteien, die mit der aktuellen Regierungspolitik zwar unzufrieden und ihrer „überdrüssig“, aber zuversichtlich sind, einen Wandel durch einen Regierungswechsel herbeiführen zu können.
Im „Digital-Wörterbuch der deutschen Sprache (DWDS)“ der „Berlin-Brandenburgischen Akademie der Wissenschaften“ wird eine starke Konnotation der Begriffe „Verdrossenheit“ in Richtung der Begriffe „Apathie“ und vor allem „Resignation“ nachgewiesen (in dem Sinne, dass diese Begriffe in Texten besonders häufig im selben Kontext gemeinsam vorkommen). Nach dieser Analyse sind „Revolutionäre“ und „Funktionäre“ wegen ihres Engagements streng genommen nicht „verdrossen“. Dem „Apathischen“ wiederum mangelt es an „Verdruss“ im Sinne von „Ärger“ (sich nicht zu ärgern ist ein Wesensmerkmal der Apathie). Allerdings wird in einigen Quellen bloßes Passivbleiben (vor allem im Sinne von Nichtwählen) als „Apathie“ bezeichnet.
Der Politikwissenschaftler Ernst Fraenkel beklagte bereits 1966 die „Parlamentsverdrossenheit“, die sich anlässlich der Bundestagswahl 1965 gezeigt habe. Der Vorwurf, Parlamente seien ineffektive „Schwatzbuden“, die dem „Willen des Volkes“ nicht Geltung verschafften, wurde in Deutschland bereits vor 1933 erhoben.
Obwohl die mit „Politikverdrossenheit“ erklärten Erscheinungen (mangelnde Beobachtung und/oder Ablehnung des Politikbetriebs) auch vor Fraenkels Analyse bekannt waren, tauchte der Begriff Ende der 1980er Jahre das erste Mal in der bundesdeutschen Debatte auf. Die Gesellschaft für deutsche Sprache erklärte es 1992 zum Wort des Jahres und zwei Jahre später fand es Eingang in den Duden. Daneben sind auch verwandte Begriffe wie „Staats-“, „Politiker-“ oder „Parteienverdrossenheit“ entstanden.

## Indizien für das Vorliegen einer weitverbreiteten Politikverdrossenheit
Politikverdrossenheit lässt sich vor allem am Sinken der Mitgliederzahlen politischer Parteien sowie an einer abnehmenden Wahlbeteiligung erkennen. Allerdings ist zu berücksichtigen, dass „apathisch Zufriedene“ im Sinne von Janas/Preiser (s. o.) nicht „verdrossen“ sind und „Revolutionäre“ im Sinne von Janas/Preiser sich nicht von der „Politik“ abwenden sowie dass politisches Engagement nicht nur darin besteht, die Aktivitäten von Parteien zu beobachten bzw. sie (finanziell) zu unterstützen, ggf. sich sogar an ihren Aktivitäten zu beteiligen.
In der „Bonner Republik“ verloren angesichts des Verbots der SRP (1952) und der KPD (1956) sowie der relativ geringen Stimmenzahl rechts- und linksextremer Parteien bei Bundestags- und Landtagswahlen (dezidiert rechte Parteien konnten sich nach den 1950er Jahren bis 1990 in bundesdeutschen Parlamenten nicht dauerhaft etablieren) viele aus den Augen, dass es immer auch „demokratieverdrossene“ Wahlberechtigte gab, die die freiheitlich-demokratische Grundordnung im Sinne des Grundgesetzes ablehnten. Mit dem Beitritt der fünf neuen Länder zur BRD nahm der Anteil derer zu, die deren demokratischem System mit grundsätzlicher Skepsis, wenn nicht ablehnend gegenüberstanden. Allerdings vertrat die Bertelsmann-Stiftung 2013 die These, dass die Annahme, es gebe eine zunehmende Demokratieverdrossenheit in Deutschland, ein „Mythos“ sei. Dem widersprach 2016 die Bundeszentrale für politische Bildung, indem sie darauf hinwies, dass in Ostdeutschland der Anteil der mit dem Funktionieren der Demokratie in Deutschland Zufriedenen im Jahr 2015 auf 47 % abgesunken sei.

### Politik-/Parteienverdrossenheit in Deutschland
Seit Längerem ist neben der Politikverdrossenheit (im Sinne einer Unzufriedenheit mit den Ergebnissen politischer Entscheidungen) auch eine zunehmende Parteienverdrossenheit zu erkennen. Parteienverdrossene lehnen ausschließlich die Arbeit in und mit den Parteien, nicht aber unbedingt jedes politische Engagement ab. Rückläufige Mitgliederzahlen (siehe Tabelle), hoher Altersdurchschnitt der Mitglieder (2016 waren jeweils mehr als die Hälfte der CDU- und der SPD-Mitglieder über 60 Jahre alt) und eine Abnahme der Stammwählerschaft zeigen, dass das politische System der Bundesrepublik Deutschland nicht mehr so stabil ist wie zu Zeiten der Bonner Republik. Allerdings ist zu berücksichtigen, dass der Rückgang der bedingungslosen Loyalität mit einer Partei, insbesondere einer Volkspartei, und die Zunahme der Zahl der Wechselwähler keine Symptome der Parteienverdrossenheit sind, da Wechselwähler lediglich einer anderen Partei ihre Stimme geben, nicht aber allen Parteien so stark misstrauen, dass sie keiner von ihnen ihre Stimme geben.
Wenn bekannt werde,
- dass Entscheidungen maßgeblicher Politiker offensichtlich weder auf Gewissensgründe zurückzuführen seien noch sich am „Gemeinwohl“ orientierten, sondern Ausdruck von Lobbyismus seien,
- dass die Regierung bzw. die Fraktionsführung auf „Abweichler“ unter den Fraktionsmitgliedern Druck ausübe sowie
- dass immer wieder einzelne Politiker sich (aus der Sicht der Wahlberechtigten) unkorrekt verhielten,

dann führe das bei vielen Wahlberechtigten zu einer Ablehnung der „politischen Klasse“, der Politiker im Establishment, als Ganzer. Eine wichtige Rolle bei der Imageverschlechterung der politischen Klasse wird Massenmedien zugeschrieben, die angeblich den Eindruck erzeugten, unter Politikern gebe es überwiegend „schwarze Schafe“.
| Jahresangabe (1990–2016) | Mitgliederzahlen von CDU, CSU, SPD, FDP, B90/Grüne, PDS/Die Linke in Tsd. |
| ------------------------ | ------------------------------------------------------------------------- |
| 1990                     | 2321,7                                                                    |
| 1991                     | 2206,3                                                                    |
| 1992                     | 2067,6                                                                    |
| 1993                     | 1989,0                                                                    |
| 1994                     | 1952,4                                                                    |
| 1995                     | 1896,3                                                                    |
| 1996                     | 1846,3                                                                    |
| 1997                     | 1805,3                                                                    |
| 1998                     | 1794,4                                                                    |
| 1999                     | 1779,3                                                                    |
| 2000                     | 1722,9                                                                    |
| 2001                     | 1684,4                                                                    |
| …                        | …                                                                         |
| 2008                     | 1409,0                                                                    |
| …                        | …                                                                         |
| 2011                     | 1182,7                                                                    |
| …                        | …                                                                         |
| 2016                     | 1181,4                                                                    |

Eine zunehmende Parteienverdrossenheit zeigt sich in Deutschland auch im abnehmenden Ansehen der Politiker. Regelmäßig werden von Demoskopen Umfragen zum Ansehen bestimmter Berufsgruppen durchgeführt; dabei schneiden Politiker regelmäßig sehr schlecht ab.

### Politikverdrossenheit bei Jugendlichen
Bei Jugendlichen ist die Politikverdrossenheit im Sinne einer Distanz zu Parteien ausgeprägt. Das Ergebnis der 14. Shell-Jugendstudie von 2002 lautet: „Inzwischen bezeichnen sich nur noch 30 % der Jugendlichen zwischen 12 und 25 Jahren als politisch interessiert. Für die Jugendlichen zwischen 15 und 24 Jahren liegt für die Entwicklung des politischen Interesses im Rahmen der früheren Shell Jugendstudien eine Zeitreihe vor. Danach ist der Anteil der politisch interessierten Jugendlichen von 55 % im Jahre 1984 bzw. sogar 57 % 1991 inzwischen auf 34 % gesunken.“ Hierfür kann auch eine Politikerverdrossenheit verantwortlich gemacht werden. Der Anteil der an der Politik Interessierten stieg allerdings der Shell-Jugendstudie von 2015 zufolge auf 41 %. Zu berücksichtigen ist hierbei, dass es sich nicht um denselben Personenkreis wie 2002 handelt. Die damals Befragten waren 2015 ungefähr 30 Jahre alt.
Ein diskutiertes Thema ist, dass angeblich Jugendliche unter 18 Jahren dort, wo es kein Wahlrecht für Jüngere gibt, kaum politische Mitspracherechte hätten. Ihre Wünsche würden kaum beachtet, solange sie nicht stimmberechtigt seien, und somit sei diese Gruppe (obwohl 14-Jährige schon vier Jahre später und ältere Jugendliche noch früher Politikern eine „Quittung“ in Form einer Nichtwahl erteilen können) für Politiker weniger interessant als aktuell Wahlberechtigte. Ob eine generelle Herabsetzung des Wahlalters eine Lösung wäre (auf kommunaler und auch auf Landesebene gibt es z. T. ein Wahlrecht ab 16), bleibt fraglich.

## Gründe
Für die Entstehung und Ausprägung der Politikverdrossenheit werden verschiedene Gründe vorgebracht:

### Nicht eingehaltene Wahlversprechen
Ein prominentes Beispiel eines nicht eingehaltenen Wahlversprechens ist die Mehrwertsteuererhöhung der großen Koalition 2007 um drei Prozentpunkte, obwohl die Koalitionäre vor der Wahl entweder nur eine Erhöhung um zwei Punkte oder gar keine Erhöhung angekündigt hatten. Der Kommentar des damaligen Vizekanzlers der großen Koalition (2006) Müntefering (SPD), es sei „unfair“, die CDU und die SPD an ihren Wahlkampfversprechen zu messen, hat den Verdruss bei vielen Wählern verstärkt.
In der jüngeren deutschen Geschichte war nach der Wiedervereinigung der Bundesrepublik mit der DDR eine zunehmende Politikverdrossenheit zu beobachten. So titelte die „Berliner Zeitung“ am 1. Juni 1992: „Kaum befreit und schon verdrossen“. Zur allgemeinen Wirtschaftsflaute kamen noch die hohe Staatsverschuldung, Parteien- und Finanzskandale, Flüchtlingsprobleme, wachsende Arbeitslosigkeit und die massenhafte Schließung von Betrieben im Osten sowie ganz allgemein die Enttäuschung über vollmundige (Wahl-)Versprechungen und deren spätere Relativierung oder Zurücknahme. Prominentes Beispiel ist das Versprechen des damaligen deutschen Bundeskanzlers Helmut Kohl am 21. Juni 1990 (während der Debatte zum Zwei-plus-Vier-Vertrag im Bundestag): „Nur der Staatsvertrag gibt die Chance, dass Mecklenburg-Vorpommern, Sachsen-Anhalt, Thüringen, Brandenburg und Sachsen bald wieder zu blühenden Landschaften werden können …“. Die Mahnung des damaligen SPD-Kanzlerkandidaten Oskar Lafontaine, dass die deutsche Einheit teuer werden werde, trug zu seiner Wahlniederlage maßgeblich bei.
Generell stellt sich allerdings die Frage, ob Politiker überhaupt in der Lage sind, allein dafür zu sorgen, dass Länder oder Regionen wirtschaftlich „erblühen“. Ohne Investitionen aus der (auch ausländischen) Privatwirtschaft, die sich nicht unbedingt am Wohlergehen der Menschen in einem bestimmten Staat orientiert, sind wirtschaftliche Fortschritte in einer Marktwirtschaft nämlich nicht möglich.
Franz Müntefering spricht in dem o. g. Beispiel ein Dilemma an: Mehrheiten bei einer Wahl erhalten grundsätzlich nur solche Parteien, die ihre potenziellen Wähler vor der Wahl nicht durch Aussagen vor den Kopf stoßen, die sie nicht hören wollen. Zum Thema „Pflicht der Parteien, Wahlversprechen einzuhalten“ stellt Thomas Grüter im Spektrum der Wissenschaft die „machiavellistische“ These auf: „Wer einmal die Macht errungen hat, ist an seine Wahlversprechen nur insoweit gebunden, als sie ihm für die nächsten Wahlen den Machterhalt sichern.“ Zu berücksichtigen sind hierbei insbesondere die Vergesslichkeit der Wähler (woran erinnern sie sich bei der Bundeswahl 2009 noch?) und die Wertigkeit des Themas (ist der „Betrug“ aus der Sicht eines Wählers so schlimm, dass er die Partei durch Nichtwahl „bestrafen muss“?).

### „Falsche“ Einstellung und „falsches“ Handeln gewählter Politiker
Politikern wird oft mangelnde Volksnähe vorgeworfen (als „Volk“ gelten hier „einfache Leute“; Angehörige der Eliten gelten bei diesem Sprachgebrauch nicht als Teil des „Volkes“): Parteien und Abgeordneten wird unterstellt, dass sie in den Parlamenten trotz des Gebots des Art. 38 Abs. 1 GG nicht Delegierte des ganzen Volkes seien. Das Resultat parlamentarischer Arbeit sei häufig nicht konform mit den Wünschen der die Politiker legitimierenden Mehrheit der Teilnehmer an der Wahl, die eine der Regierungsparteien gewählt haben. Dabei wird verkannt, dass es in einer repräsentativen Demokratie kein imperatives Mandat gibt. Art 38 GG garantiert gewählten Bundesabgeordneten ausdrücklich ein freies Mandat. Durch die Wahl erhielten Mandatsträger das Mandat, an Stelle der Wähler die maßgeblichen Entscheidungen zu treffen. Sie werden in den für eine Sachfrage zuständigen Ausschüssen von Fachleuten beraten. Das Hauptproblem liegt hier in der mangelnden Transparenz dieses Vorgangs für Außenstehende. Weil sie nicht nachvollziehen können, wie eine Entscheidung zustande gekommen ist, identifizieren sich viele Bürger nach der Wahl nicht mit dem Abgeordneten oder der Partei, die sie gewählt haben.
Zudem kann ein „Reformstau“, also das zu langsame Reagieren auf aktuelle Anforderungen, zu einem Vertrauensverlust gegenüber den Volksvertretern beitragen, wenn Wähler in den Politikern der Regierungsparteien die für den Stau Verantwortlichen sehen, was in der Regel der Fall ist, obwohl in Zeiten der Globalisierung und der Vorgaben von Richtlinien der EU Entscheidungsspielräume von Politikern in Deutschland oft kleiner sind, als sie zuzugeben bereit sind.
Auch greifen wichtige Regelungen, wie zur Finanzierung der Renten oder der Gestaltung des Gesundheitssystems, nach Ansicht vieler Wahlberechtigter nicht schnell genug oder gar nicht. Die Gemeinschaftsaufgaben werden ihrer Ansicht nach nicht gelöst, und es stellt sich enttäuschten oder wütenden Bürgern die Frage nach der Kompetenz der Parteien. Diese Situation korreliert mit der Existenzangst vieler Menschen, die diese oft auf „die Politik“ zurückführen.
Zunehmendes Eigeninteresse der Parteien, Macht- und Gewinnstreben und nicht das Wohlergehen des Staates und der Wähler (also das „Gemeinwohl“) bestimmten das Handeln der Politiker. Viele Menschen fühlen sich entmündigt angesichts der scheinbaren Allmacht des Beamtenstaates oder auch dessen Ohnmacht, wenn finanzstarke Global Players den Staat „vorführten“. Vertrauensverlust und Ablehnung der Parteien seien die Folge. Der persönliche Bezug zu den Volksvertretern sei fast vollständig verloren gegangen. Viele Menschen haben das Gefühl, dass es den Politikern mehr um die eigene Inszenierung und eigene Interessen gehe als um die konstruktive Lösung von Problemen und dass sie nicht bereit seien, zuzugeben, wie wenig Gestaltungsfreiheit sie im Zeitalter der Globalisierung und der Europäisierung oft hätten.

### Demokratie ≠ bloß Parteiendemokratie
Obwohl Art. 21 Abs. 1 GG Parteien lediglich eine „Mitwirkung“ bei der politischen Willensbildung des Volkes garantiert, haben in Deutschland viele den Eindruck, dass die Begriffe Demokratie und Parteiendemokratie Synonyme seien.
Zumindest bei Wahlen zum Deutschen Bundestag besitzen tatsächlich lediglich Parteien das Recht, Kandidaten nach dem Verhältniswahlrecht aufzustellen. Die Formen politischer Beteiligung in der Demokratie reichen aber weit über die bloße Parteiendemokratie hinaus, und zwar „von der Teilnahme an Wahlen und Referenden über Hausbesetzungen bis hin zu revolutionärer Gewalt; von Gesprächen über Politik in der Familie oder am Arbeitsplatz zu Formen direkter wie indirekter, analoger wie digitaler Kommunikation; von der Wahrnehmung von Mandaten in Parteien, der Mitgliedschaft in gesellschaftlichen Verbänden bis hin zu Streiks und Demonstrationen; von der Mitarbeit in Bürgerinitiativen bis zum zivilen Ungehorsam, zum Beispiel bei Greenpeace-Aktionen.“
Bis 1998 sei, so Dieter Rucht und Roland Roth, die Bundesrepublik Deutschland zu einer „Bewegungsrepublik“ geworden, deren Hauptströmungen in Gestalt der Partei der Bündnis 90/Die Grünen in den Bundestag eingezogen seien. Allerdings hätten vor allem die Bewegungen des Feminismus, der Ökologie und des Pazifismus, nicht nur durch den Einzug der Grünen in die Bundesregierung im Jahr 1998 bedingt, „Patina angesetzt“. Darüber hinaus weist die Bertelsmann-Stiftung darauf hin, dass die These falsch sei, wonach es in großer Zahl in Deutschland Menschen gebe, die zwar nicht parteipolitisch, wohl aber in einem weitgefassten Sinn politisch aktiv seien: „Wer nicht wählt, beteiligt sich typischerweise auch nicht an Bürgerinitiativen und Volksabstimmungen. Er geht auch nicht als Demonstrant auf die Straße. Je geringer die Wahlwahrscheinlichkeit, umso geringer ist auch das sonstige politische Engagement.“
Vielen politisch Engagierten reichen die demokratischen (d. h. nicht bloß parteidemokratischen) Möglichkeiten zur politischen Beteiligung nicht, die das Grundgesetz ermöglicht. Seitdem Willy Brandt als Bundeskanzler nach der Bundestagswahl 1969 seine Regierungserklärung unter das Motto gestellt hatte: „Mehr Demokratie wagen!“ und insbesondere nach der Wiedervereinigung wurde und wird immer wieder diskutiert, die seit 1949 nicht gefüllte Leerstelle des Art. 20 Abs. 2 GG zu füllen (wo von „Wahlen und Abstimmungen“ die Rede ist) sowie die direkte Wahl des Bundespräsidenten in das Grundgesetz aufzunehmen. Manche Wahlberechtigten in Deutschland fühlen sich dadurch, dass sie weniger Mitbestimmungsrechte als ihre Nachbarn im europäischen Ausland (vor allem in der Schweiz) haben, ohnmächtig und entmündigt. In einer Umfrage des Meinungsforschungsinstituts insa gaben 2017 70 % der Befragten an, dass Volksabstimmungen „demokratischer“ seien als Abstimmungen im Bundestag.
Es gibt allerdings Historiker und Politiker, die sich auf die Erfahrungen der Weimarer Republik berufen (obwohl diese am „falschen“ Wahlverhalten der Mehrheit der Deutschen scheiterte und nicht an ihrem Abstimmungsverhalten) und deshalb eine Ausweitung basisdemokratischer Elemente im politischen System Deutschlands grundsätzlich ablehnen.

### Angebliche Gleichheit aller Parteien
Viele Bürger erkennen nicht mehr die Unterschiede zwischen den großen Parteien, weil jede der beiden Parteien in vielen Fragen keine Alternativen zu der großen Konkurrenzpartei anbiete. Die Politik der großen Parteien unterscheide sich in wesentlichen Fragen kaum noch. Da unabhängig davon, ob die CDU/CSU oder die SPD regiere, die gleiche Politik betrieben werde, scheint es aus Sicht vieler Wahlberechtigter nicht mehr sinnvoll zu sein, als „Stimmvieh“ zu fungieren. Wahlen dienten nur noch zur Legitimation bestehender Politik. Dabei wird unterstellt, dass der Einfluss der kleineren Parteien, sofern sie mitregieren (können), vernachlässigbar sei.
Zwar hat sich die Situation bis 2018 insofern geändert, als die beiden „großen“ Fraktionen im Bundestag zusammen nur noch über 53 % der Sitze verfügen, als es in Baden-Württemberg einen Ministerpräsidenten der Grünen und in Thüringen einen der Linken gibt und als die AfD zur deutschlandweit drittstärksten Partei geworden ist. Das Gefühl, einen Bundeskanzler nicht „loswerden“ zu können, besteht jedoch nach wie vor bei vielen. So haben diejenigen, die bei der Bundestagswahl 2017 die AfD gewählt haben, die mit dem Wahlslogan: „Merkel muss weg!“ für sich geworben hatte, paradoxerweise bewirkt, dass nur eine Regierung unter Führung von Angela Merkel in der 19. Wahlperiode des Bundestags die notwendige Mehrheit zum Regieren erhalten konnte, weil es die in der 18. Wahlperiode noch existierende theoretische „alternative“ Mehrheit aus SPD, Grünen und Linken seit 2017 nicht mehr gibt.
Richtig ist auch, dass vormals kleine Oppositionsparteien, in Regierungsverantwortung gekommen, regelmäßig als „entzaubert“ erscheinen, indem ihre Politik nicht völlig anders als die ihrer Vorgänger ausfällt. So übernahm z. B. ausgerechnet ein grüner Außenminister (die Partei warb bis 1998 immer mit ihrer pazifistischen Grundhaltung) die Verantwortung für den ersten Kampfeinsatz der Bundeswehr out of area.

### Fixierung der meisten Parteien auf die „politische Mitte“
Auf Staaten ohne Verhältniswahlrecht wird oft Hotellings Gesetz als Erklärungsmodell für Politikverdrossenheit verwendet. Im Zwei-Parteien-System der USA lässt sich mit dem Modell zeigen, dass Parteien Wähler außerhalb der Mitte aus taktischen Gründen weitgehend ignorieren, da sie sich vom sogenannten Medianwähler die meisten Stimmen erhoffen. So besetzen beispielsweise in Deutschland zunehmend kleine Parteien politische Nischen (FDP, Die Linke, Bündnis 90/Grüne), während der Stimmenanteil der beiden großen Parteien CDU und SPD in den letzten Jahrzehnten kontinuierlich abgenommen hat. Die Vervielfältigung der im Bundestag vertretenen Parteien ist möglicherweise Folge des Strebens der großen Parteien zur Mitte. Es zeigt sich, dass das in den USA entwickelte Modell nur bedingt geeignet ist, die Situation in europäischen Ländern mit einem Verhältniswahlrecht zu erklären.

### Problemgruppen unter den Wahlberechtigten
Insbesondere unter Jugendlichen, aber auch unter Bürgern mit einem geringen Ausbildungsstand dürften Resignation, ein vermeintlich nicht gefährdetes Wohlbefinden, die Ungeduld des Wutbürgers, aber auch die zunehmende Komplexität politischer Entscheidungen zu einem wachsenden Desinteresse an der bzw. Widerwillen gegen die Tagespolitik beitragen.
Als empirisch erwiesen gilt, dass mit wachsendem Bildungsgrad das Engagement für gesellschaftliche (nicht aber unbedingt für parteipolitische) Belange zunimmt. Als ein Hilfsmittel gegen „falsche“ gedankliche Annahmen, Einstellungen und Verhaltensweisen unter (künftigen) Wahlberechtigten sehen es viele an, die politische Bildung zu fördern und dadurch mehr Menschen zur demokratiekonformen Partizipation zu bewegen. Durch politische Bildung sollen
- die „Resignierten“ dazu gebracht werden zu erkennen, welche realistischen Möglichkeiten es gibt, ihren Interessen doch noch Geltung zu verschaffen;
- die „apathisch Zufriedenen“ von ihrer falschen Annahme abgebracht werden, dass ihr Wohlempfinden nichts mit politischen Entscheidungen zu tun habe;
- die „Revolutionäre“ zu der Einsicht gebracht werden, dass einige ihrer Methoden und die Verwirklichung ihrer Ideale letztlich den Rechtsstaat unterhöhlen und Chaos verursachen.

Eine fundamentale Kritik an dieser Betrachtungsweise besteht in der These, dass in ihr Ursache und Wirkung systematisch vertauscht würden. So nimmt die Bertelsmann-Stiftung an, dass sich die Unterschicht Deutschlands aus der aktiven Teilhabe an der Demokratie „verabschiedet“, als ob es sich um eine Primäraktion und nicht um eine Reaktion auf die politisch-gesellschaftliche Lage handele. Tatsächlich aber sei die Annahme eben nicht realistisch, dass es Politikangebote gebe, die geeignet seien, die Lage der Unterschicht als Ganzer zu verbessern. Nicht einmal die SPD als ehemalige Arbeiterpartei sei zu solchen Angeboten willens und fähig. Hierauf reagierten die Angehörigen der Unterschicht. Wohlhabende „apathisch Zufriedene“ wiederum müssten tatsächlich keine Angst haben, dass man ihnen, etwa durch die Pflicht zu hohen Erbschaftssteuerzahlungen, persönlich „zu nahe trete“.
Eine (von den Anhängern von Bildungsmaßnahmen allerdings wenig geschätzte) Partizipation Wahlberechtigter nimmt auch dann zu, wenn sich die Verhältnisse in einem Land krisenartig zuspitzen. So stellte Seymour Martin Lipset 1962 die These auf: „Das politische Interesse der [hier: bislang resignierten, unzufriedenen] Apathischen kann nur durch eine Massenbewegung geweckt werden, die eine einfache, extremistische Sicht der Politik bietet“.

### Sehnsucht nach einer Abkehr von „unfairen“ Folgen der Konkurrenzdemokratie
Regelmäßig zeigt es sich, dass viele nicht verstehen, was Pluralismus bedeutet. Im Rahmen der Konkurrenztheorie der Demokratie, die die Basis des Grundgesetzes bildet, gibt es, anders als Jean Jacques Rousseau es postulierte, keinen „Volkswillen“ in dem Sinne, dass alle, die zum Volk gehören wollen, dasselbe wollen müssten. Dennoch taucht in Argumentationen „Politikverdrossener“ immer wieder das Konstrukt eines „Volkswillens“ auf, den es um jeden Preis durchzusetzen gelte. In einer pluralistischen Gesellschaft gibt es eine Vielzahl von Interessen, die teilweise einander widersprechen und zum Ausgleich gebracht werden müssen. Dabei ist es ein völlig normaler Vorgang, dass die Interessen von Minderheiten, die sich im Gesetzgebungsverfahren nicht durchsetzen können, übergangen werden. Rechtlos sind Angehörige von Minderheiten dennoch nicht; der Rechtsstaat ist gehalten, jedermanns Grundrechte zu schützen, und jeder kann z. B. versuchen, durch Mehrheitsbeschluss zustande gekommene Gesetze für verfassungswidrig erklären zu lassen. Der theoretisch möglichen Willkür einer demokratischen Mehrheit sind durch Art. 79 Abs. 3 GG Grenzen gesetzt, der einen Bereich des Abstimmbaren von einem Bereich des Unabstimmbaren trennt. In den Bereich des Unabstimmbaren dürfen selbst einstimmige Beschlüsse nicht vordringen.
Viele Menschen haben kein Verständnis dafür, dass das, was im Bereich des Abstimmbaren von der Mehrheit beschlossen wird, bei „Gewinnern“ als legitim gilt. Im Bereich des Abstimmbaren ist aber die Frage, ob eine politische Entscheidung „richtig“ sei, irrelevant im Hinblick auf ihre Rechtskraft. Das sorgt bei vielen Unterlegenen, die überzeugt sind, „Recht zu haben“, für nachhaltigen Verdruss, zumal dann, wenn sie sich als Angehörige einer Minderheit empfinden, deren Interessen eben deshalb leicht „demokratisch und rechtsstaatlich einwandfrei“ übergangen werden können.

### Demokratisches Ethos
2016 behauptete Christian Schlüter von der Frankfurter Rundschau, dass es in breiten Kreisen der Bevölkerung die Haltung gebe: „Demokratie ist nicht unbedingt notwendig, Hauptsache der Laden läuft.“ Es sei also ein Mangel an „demokratischem Ethos“ beobachtbar. In den USA zum Beispiel, so Schlüter, betrachteten die Menschen, die zwischen den Weltkriegen geboren worden seien, eine demokratische Regierung wie einen heiligen Wert. Gebeten, auf einer Skala von 1 bis 10 zu bewerten, wie ‚wesentlich‘ es für sie sei, in einer Demokratie zu leben, wählten 72 % die 10. In Europa seien es immer noch 55 %. Bei den ab 1980 geborenen Europäern votierten dagegen nur noch 45 % für eine 10, in den Vereinigten Staaten knapp über 30 %. Schlüter schlussfolgert daraus, dass die Demokratie mit dem Nachwuchs auch ihre Zukunft verliere. Allerdings könnten Werte unterhalb von 10, die in der Studie als problematisch bewertet werden, auch Zeichen für das Nachlassen von Begeisterungsbereitschaft in einer reizüberfluteten Welt sein.
Eine wichtige Rolle für das Nachlassen der Begeisterung für die Demokratie könnte der Prozess der Globalisierung bzw. Europäisierung spielen, der nicht nur die wirtschaftspolitischen Gestaltungsmöglichkeiten nationaler Regierungen und erst recht der Regierungen von Ländern und der zugehörigen Parlamente gegen Null tendieren lässt. Jede Regierung müsse „unabweisbaren Sachzwängen“ folgen (z. B. EU-Richtlinien sinnentsprechend in nationales bzw. Landesrecht überführen), und es sei daher gleichgültig, wer die Regierung stelle.

### Postdemokratie
Ein Großteil des aktuellen Unbehagens an der Politik ergebe sich aus der Transformation von Demokratien in Postdemokratien.
„Postdemokratisierung bezeichnet auf der Input-Seite des politischen Prozesses die Veränderung hin zur Entmachtung der Bürgerinnen und Bürger und die damit einhergehende zunehmende Beschränkung der Rolle der Bürgerinnen und Bürger im demokratischen System auf die Bewertung des politischen Outputs. Im postdemokratischen politischen System
- bleiben die demokratischen Institutionen formal erhalten, verlieren in der Realität jedoch erheblich an Bedeutung für demokratische Entscheidungen;
- werden Wahlkämpfe zunehmend befreit von Inhalten, die das Programm einer späteren Regierungspolitik bilden können, geführt. Stattdessen werden Wahlkampfstrategien immer stärker personalisiert;
- werden Politikinhalte im Zusammenspiel zwischen politischen und ökonomischen Akteuren festgelegt – die Wünsche und Bedürfnisse der Bürgerinnen und Bürger bleiben dabei unberücksichtigt;
- wird somit der Bürger als demos de facto – wenn auch (noch) nicht de jure – entmachtet.

In der Postdemokratie verkommt Demokratie zur Hülle, deren Innenleben mit der Idee einer Herrschaft des Volkes im liberal-partizipativen Sinn wenig gemein hat.“
Laut Colin Crouch spiele die Mehrheit der Bürger in einer Postdemokratie „eine passive, schweigende[,] ja sogar apathische Rolle, sie reagieren nur auf die Signale[,] die man ihnen vorgibt. Im Schatten dieser politischen Inszenierung wird die reale Politik hinter verschlossenen Türen gemacht: von gewählten Regierungen und Eliten, die vor allem die Interessen der Wirtschaft vertreten.“
Sonja Kock zufolge schätzen „Vertreter elitärer Demokratietheorien, Anhänger von "leader democracies“, […] die Veränderungsprozesse hin zur Postdemokratie nicht negativ ein, im Gegenteil [–] sie begrüßen den Wandel hin zu einer ‚Expertendemokratie‘, da sie grundsätzlich davon ausgehen, dass Bürger höchstens eine politische Meinung, jedoch keineswegs ausreichend Sachkenntnis besitzen, um in der heutigen – als hyperkomplex bewerteten – politischen Realität […] in der Sache angemessene Antworten auf politische Fragen geben zu können. Die Beteiligung der Bürger wird darauf reduziert, nachdem die ‚richtigen‘ Entscheidungen von Experten getroffen wurden, die Akzeptanz für diese beim Bürger einzuholen.“
Darauf, dass das Verstehen der genannten Zusammenhänge bei denen, die anderes wollen, Resignation auslöst und sie deshalb Wahlen in Zukunft fernbleiben, hoffen Anhänger einer Strategie der asymmetrischen Demobilisierung.
Auf die These, früher habe es in den entwickelten demokratisch regierten Staaten bessere, „demokratischere“ Verhältnisse als heute gegeben, reagiert Wolfgang Merkel mit Ironie: „Man frage nur, ob ein Afroamerikaner in den Vereinigten Staaten der fünfziger Jahren des vergangenen Jahrhunderts, eine Schweizer Frau in den sechziger Jahren oder Homosexuelle in Deutschland und anderswo lieber in den siebziger Jahren gelebt hätten als heute“.

### Marktgläubigkeit
In der Sicht von Wirtschaftsliberalen soll die Bedeutung des Staates auf ein Minimum reduziert werden. „An Stelle des Parteiengezänks möge die Freiheit der Marktteilnehmer treten, die Einhaltung der wirtschaftlichen Spielregeln stifte im gleichen Zuge eine spontane soziale Ordnung, über die der Staat als Wettbewerbshüter wacht. Politisches Engagement ließe sich, überpointiert formuliert, angesichts solcher Freiheit per se als reaktionärer Rückfall in überkommene Denkmuster brandmarken.“ Der Markt und nicht Politiker sowie deren Unterstützer sollten demzufolge weltweit darüber entscheiden, wie sich Wirtschaft und Gesellschaft entwickeln. Angeblich (politisch) „Apathische“ seien gar nicht apathisch, da sie durch ihre Wahlentscheidungen bei Konsumgütern Tag für Tag an „Plebisziten des Marktes“ teilnähmen. Wer hingegen, so Strauß weiter, „daran festhält, die gemeinsamen Angelegenheiten in politischen statt marktwirtschaftlichen Bahnen zu regeln, kommt über kurz oder lang nicht umhin, die Marktdoktrin grundsätzlich in Frage zu stellen – oder verharrt im Selbstwiderspruch.“ Denn „die Reichweite demokratischer Mitbestimmungsmöglichkeiten [ist] begrenzt […], wo die das Gemeinwesen betreffenden Funktionen privatwirtschaftlich geregelt werden“. In einem auf ein Minimum reduzierten Sozialstaat werden viele Leistungen für Bedürftige als „Werke der Mildtätigkeit“ von nicht-staatlichen Einrichtungen oder Einzelnen erbracht. So hat beispielsweise, was viele nicht wissen, kein Bedürftiger einen Rechtsanspruch auf Leistungen der örtlichen Tafel.
Die Zahl Marktgläubiger, die meinten, staatliche Eingriffe in das Wirtschaftsgeschehen seien per se schädlich, nahm nach dem Konkurs der Bank Lehman Brothers und der dadurch ausgelösten Finanzkrise ab 2007 drastisch ab. In dieser konnte nur der Beschluss von Politikern, Banken durch staatliche Eingriffe zu retten, einen Kollaps der Weltwirtschaft verhindern. Dennoch ist in einigen Staaten minarchistisches Denken immer noch weit verbreitet. Als Reaktion auf eine Bundeskanzlerin Merkel in der Zeit der Koalition mit der FDP zugeschriebene Äußerung, die Demokratie müsse „marktkonform“ sein, verteidigt die Frankfurter Allgemeine Zeitung diese Ansicht und widerspricht der Ansicht der damaligen Opposition, wonach der Markt demokratiekonform sein müsse. „Nur eine wettbewerbsgetriebene Marktwirtschaft“ (diese Lehre zieht Jasper von Altenbockum „aus mehr als sechzig Jahren Bundesrepublik“), „sichert die Ressourcen des Sozialstaats. Eine Demokratie, die nicht ‚marktkonform‘ ist, muss sich deshalb fragen lassen, woher sie die Kraft und die Mittel nehmen will, ihre Ziele zu erreichen.“

### Rolle der Medien
Ein weiterer, nicht zu vernachlässigender Grund der Politikverdrossenheit liegt bei der die Demokratie destabilisierenden Wirkung des Verhaltens von Medien. Ihnen muss aufgrund ihrer vermittelnden Stellung zwischen der Politik und den Bürgern eine Mitverantwortung für die chronische Verdrießlichkeit in Teilen des Publikums zugeschrieben werden. Besonders die Tendenz zur überwiegend negativen Berichterstattung schürt bei vielen Bürgern die Vorstellung einer generell misslichen Lage sowie offenbar unheilbarer politischer Inkompetenz führender Politiker. Als ebenso problematisch muss die Konflikt- und Skandalbetonung in der Medienberichterstattung bewertet werden. Politik wird vermehrt als „Streiterei“, „Nullsummenspiel“ oder auch als wenig konstruktives Zusammenwirken demokratisch gewählter Repräsentanten dargestellt, obwohl es in allen Parlamenten oft einstimmige Beschlüsse gibt. Die Aufdeckung von Skandalen besitzt zwar eine wichtige, die Demokratie erhaltende Funktion, jedoch kann es durch häufige Skandalmeldungen zu einem Vertrauensverlust in die Politik bei empörungsbereiten Bürgern kommen. Im Zeitalter der „sozialen Medien“ führe die Möglichkeit eines jeden, Informationen von fragwürdiger Qualität zu verbreiten, zu einem umfassenden System der Desinformation. Das Ideal des „mündigen Bürgers“, dessen Verwirklichung für eine Demokratie lebensnotwendig sei, werde dadurch immer schwerer in die Realität umsetzbar.
Die wachsende Tendenz vieler Medien, den Anteil unterhaltsamer, oberflächlicher Berichte (z. B. Homestorys, Privatleben von Politikern etc.) zu Lasten substanzieller Information auszubauen, führe zur Erhöhung der Zahl „apathisch Zufriedener“. Dies fördere eine abermals erhöhte Nachfrage nach Unterhaltungsprogrammen (Stichwort: Eskapismus). Die Einführung des kommerziellen Fernsehens habe, so Hans J. Kleinsteuber, als ein wichtiger Grund bei Jugendlichen nachhaltig dazu geführt, dass bei inzwischen zwei Dritteln unter ihnen politisches Desinteresse entstanden sei; „im Privatfernsehen herrschten Sensation, Klatsch und Tratsch“, „die Welt der Politik“ hingegen lebe „von Fakten, Zahlen und nüchternen Sachverhalten“. Diesem Anspruch an Seriosität und Qualität werde auch das gesamte heutige Medien-„Infotainment“ nicht gerecht, wird in einem Beitrag des öffentlich-rechtlichen Fernsehens geklagt, das selbst nicht frei von den angeprangerten Mängeln ist. Abgesehen davon sind nicht nur Jugendliche für seichte, scheinbar politikferne Angebote empfänglich.

### Aufsätze
- Kai Arzheimer: Politikverdrossenheit – eine Frage der Persönlichkeit? Der Zusammenhang zwischen Persönlichkeitsfaktoren und Verdrossenheitseinstellungen. In: Siegfried Schumann, Harald Schoen (Hrsg.): Persönlichkeit. Eine vergessene Größe der empirischen Sozialforschung. VS, Wiesbaden 2005, S. 193–207. (Manuskriptversion auf kai-arzheimer.com; PDF; 183 kB).
- Peter Lösche: Parteienverdrossenheit ohne Ende? Polemik gegen das Lamentieren deutscher Politiker, Journalisten, Politikwissenschaftler und Staatsrechtler. In: ZParl. 26, 1995, S. 149–159.
- Peter Lösche: Parteienstaat Bonn – Parteienstaat Weimar? Über die Rolle von Parteien in der parlamentarischen Demokratie. In: Eberhard Kolb, Walter Mühlhausen (Hrsg.): Demokratie in der Krise. Parteien im Verfassungssystem der Weimarer Republik. Oldenbourg, München 1997, S. 141–164.
- Wolfgang Gaiser, Martine Gille, Winfried Krüger, Johann de Rijke: Politikverdrossenheit in Ost und West? In: Aus Politik und Zeitgeschichte (APuZ). B 19–20/2000.
- Brigitte Geißel, Virginia Penrose: Dynamiken der politischen Partizipation und Partizipationsforschung – Politische Partizipation von Frauen und Männern. In: gender ...politik...online. 2003. (online)
- Hans-Joachim Nitzsche: Politikverdruss – Mein Leben in einem bürokratischen Narrenhaus. ISBN 978-3-8391-1338-7.

### Monographien
- Kai Arzheimer: Politikverdrossenheit. Bedeutung, Verwendung und empirische Relevanz eines politikwissenschaftlichen Begriffs. Westdeutscher Verlag, Opladen 2002, ISBN 3-531-13797-2. (PDF 1,2 MB)
- Ulf C. Goettges, Martin Häusler: Du sollst den Wähler für dumm verkaufen – Die 10 ungeschriebenen Gebote der Politik. Bastei Lübbe, Köln 2013, ISBN 978-3-404-60753-2.
- Iris Huth: Politische Verdrossenheit: Erscheinungsformen und Ursachen als Herausforderungen für das politische System und die politische Kultur der Bundesrepublik Deutschland im 21. Jahrhundert. Dissertation. Universität Münster 2003. LIT, Münster 2004, ISBN 3-8258-8183-0 (Politik und Partizipation, 3).
- Gert Pickel: Jugend und Politikverdrossenheit. Zwei Kulturen im Deutschland nach der Vereinigung. Leske + Budrich, Opladen 2002, ISBN 3-8100-3580-7. (Reihe: Politische Kultur in den neuen Demokratien Europas. Band 2).
- 14. Shell Jugendstudie: Jugend 2002 – Zwischen pragmatischem Idealismus und robustem Materialismus. Fischer, Frankfurt am Main, ISBN 3-596-15849-4.
- Jens Wolling: Politikverdrossenheit durch Massenmedien? Der Einfluss der Medien auf die Einstellungen der Bürger zur Politik. Westdeutscher Verlag, Opladen 1999.
- Philip Zeschmann: Wege aus der Politiker- und Parteiverdrossenheit. Demokratie für eine Zivilgesellschaft. Pro-Universitate-Verlag, Sinzheim 2000, ISBN 3-932490-70-3.